# Coupe du monde de polo sur neige 2013
Navigation
Édition précédente Édition suivante
La coupe du monde de polo sur neige 2013, deuxième édition du coupe du monde de polo sur neige, a lieu en 2013 à Tianjin, en République populaire de Chine. Elle est remportée par Hong Kong.